# Luís de Camões
Luís Vaz de Camões (1524 vagy 1525 körül – 1580. június 10.) a portugál reneszánsz legkiemelkedőbb személyisége, és egyben Portugália nemzeti költője. Tucatnyi verset (szonetteket, dalokat, eklogákat stb.) írt, de hírnevét elsősorban a portugál nemzeti eposz, a Vasco da Gama útját feldolgozó A lusiadák (Os Lusíadas) alapozta meg. Életét ennek ellenére alig ismerjük.

## Rejtélyes kezdetek
Még születésének idejét és helyét sem sikerült pontosan beazonosítani: Simão Vaz de Camões és Anna de Sá e Macedo gyermeke a feltételezések szerint Lisszabonban vagy Coimbrában jött világra 1524–1525 körül. Kisnemesi családja Észak-Portugáliából, Chaves környékéről származott. Apja tengerészkapitány volt, és nem sokkal fia születése után fulladt vízbe India partjainál.
Valószínűleg a coimbrai egyetemen folytatott humán tanulmányokat, ahol nagybátyja, Bento de Camões pap volt a híres Santa Cruz (Szent Kereszt) kolostorban – hivatalos dokumentum azonban nem maradt fenn ott-tartózkodásáról, a költő viszont egy versében írt Coimbráról. Kifinomult stílusát minden valószínűség szerint Portugália akkor egyetlen egyetemén csiszolgatta.

## A felnőtt költő kalandjai
Még nagyon fiatal volt, amikor szerelmes lett egy udvarhölgybe (Catherina de Athaide, verseiben néha Natercia a Caterina anagrammájából), ám a legenda szerint a király is felfigyelt választottjára, ezért aztán Camõest száműzték az udvarból. A történet szerint a hölgy összetört szívvel halt meg (1556), a költő pedig sosem nősült meg, annyira szerette halála után is. Száműzve katonának jelentkezett, és 1546–1549 között Marokkóban küzdött a mórok ellen. A harcokban egy nyílvessző kioltotta egyik szemének világát.

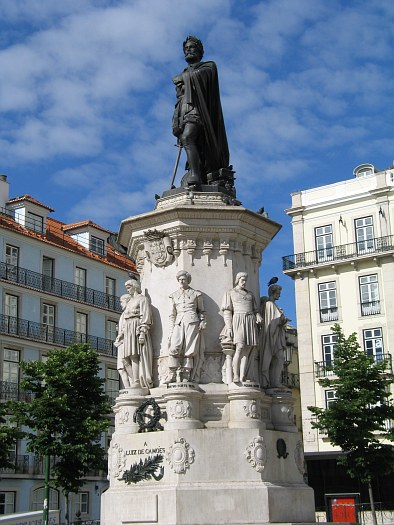
A lisszaboni Camões-emlékmű

Az udvarba visszatérve hivatali állást keresett, ám nem járt sikerrel. Az elkeseredett költőnek többször meggyűlt a baja a hatóságokkal, végül 1553-ban hajóra tették, és Indiába, a gazdag goai kereskedőtelepre távozott állítólag ezekkel a szavakkal: „Hálátlan ország, nem fogod a csontjaimat őrizni!”. Goában feldühítette a helyi katonákat egy gúnyversével, így még messzebbre, a kínai Makaóba telepítették. Itt végre elég fizetéssel járó hivatalt kapott, és alkalma nyílt az irodalommal foglalkozni. Ekkor írta meg fő művét, melyben Vasco da Gama és más portugál hősök emlékét énekelte meg, akik új utat nyitottak az „Indiák” felé. Viszonyt kezdett egy helyi nővel, aki haláláig vele maradt.
Éles nyelve és kritikus tolla minden állomáshelyén sok ellenséget szerzett Camõesnek, amit csak tetéztek hatalmas adósságai. Ezért aztán ritkán állomásozott egy helyen huzamosabb ideig, viszont gyakran hosszú hajóutakon vett részt – eljutott egészen a Molukka-szigetekig és Malakáig. Egy alkalommal hajótörést is szenvedett, és csak úszási képességei és egy vízben lebegő deszka mentette meg az életét. 1567-ben indult haza, ám pénz híján két évet Mozambikban kellett töltenie. Csak barátai segítségével érkezhetett vissza Lisszabonba 1570-ben. Nehezen lelt támogatásra, azonban miután az uralkodónak ajánlotta a hazájában publikált eposzát, I. Sebestyén (1557–1578) végül némi életjáradékot biztosított a költő és idős édesanyja számára, ám amikor az uralkodó Marokkóban odaveszett, ez megszűnt. A portugálok nemzeti költője koldusszegényen halt meg 56 éves korában.

## Camões művészete
Lásd még: A lusiadák
Vitathatatlan, hogy a Kelet-Indiákon hajózva eposzát író Camões a reneszánsz egyik legnagyobb alkotója, emellett a portugál irodalomnak is legtöbbre becsült költője. Más, főleg nem portugál források a barokkhoz sorolják.
A középkori szonett versszerkezetben írta lírai szerelmes verseinek nagy részét. Az ókori hexameter mértéket is gyakran használta, valamint „A lusiadák” eposzában gyakran tesz utalást a görög és római Istenekre. Viszont a barokkban később kedveltté vált manierizmust már gyakran alkalmazta, így 1580-ban a halálával zárják le a portugál reneszánszot. Műve 1572-es megjelenésekor azonnal nagy népszerűségre tett szert hazájában, azonban neves kortársai – a szintén eposzköltő Torquato Tasso és Ludovico Ariosto – némileg elhomályosították hírnevét külföldön. Még kevésbé ismertek drámái, noha három komédiája szintén a portugál irodalom remeke. Művészetének és életének vizsgálatával az irodalomtudományi kutatás külön ága, az ún. camonológia foglalkozik.

## Művei

### Eposz
- 1572 – A Luziadák (teljes szöveg portugál nyelven)[10]

### Lírák
- 1595 – Amor é fogo que arde sem se ver
- 1595 – Eu cantarei o amor tão docemente
- 1595 – Verdes são os campos
- 1595 – Que me quereis, perpétuas saudades?
- 1595 – Sobolos rios que vão
- 1595 – Transforma-se o amador na cousa amada
- 1595 – Mudam-se os tempos, mudam-se as vontades
- 1595 – Quem diz que Amor é falso ou enganoso
- 1595 – Sete anos de pastor Jacob servia
- 1595 – Alma minha gentil, que te partiste

### Színházi darabok, komédiák
- 1587 – El-Rei Seleuco
- 1587 – Auto de Filodemo
- 1587 – Anfitriões

## Magyarul
- Camoens Luziádája; ford., bev., jegyz. Greguss Gyula; Kisfaludy-társaság, Pest, 1865
- A lusiadák; ford., utószó, jegyz. Hárs Ernő; Európa, Bp., 1984 (A világirodalom klasszikusai)
- Mit vársz, remény? Szonettek; ford. Hárs Ernő; Európa, Bp., 1992
- Poemas / Költemények; szerk., vál., bev. Rózsa Zoltán, ford. Bernát Éva et al.; Kráter Műhely Egyesület, Bp., 1993 (Portugál műhely)
- Luís de Camões 77 szonettje; ford. Jánosházy György; Íbisz–Prae.hu, Bp., 2007
- Vétkek, balsors, szerelmek. Válogatott versek Mohácsi Árpád fordításában; vál., utószó Rákóczi István, bev. Jaoquim F. L. Pimpao; Kalligram, Bp., 2022